# Kokain
A növényi eredetű kokain (C17H21NO4) molekula egy erőteljesen addiktív, stimuláló gyógyszer és helyi érzéstelenítő pszichoaktív szer, a tropán alkaloidok közé tartozó vegyület. Ezt az alkaloidot gyógyászati célra mint helyi érzéstelenítőt használták. Ma már az ellenőrizhetetlen mellékhatásai miatt csak a fül-orr-gégészek használják a központi idegrendszert erősen ingerlő hatása miatt, de ezen a területen is egyre kevesebb helyen alkalmazzák, a kábítószerek körülményes könyvelése miatt.
A vegyületet a dél-amerikai kokacserje (Erythroxylon coca) leveleiből vonják ki, innen az alkaloid tudományos elnevezése (szlengben: hó, fehér hó, kokó, kóla, kakaó, koksz, por) Addiktológiai szakértők a kokaint az egyik legveszélyesebb ismert kábítószernek tartják. A kokacserje egyetlen hivatalos termesztője Peru. A dél-amerikai indiánok teljesítményfokozásra használják a kokalevelet.
A legtöbb országban, így Magyarországon is pszichoaktív szernek minősül és a tiltott kábítószerek jegyzékén szerepel, használata az ellenőrizhetetlen mellékhatások miatt tiltott. Tiszeker Ágnes, a Magyar Antidopping Csoport vezetője szerint, egyre több 30 év alatti fiatal fogyaszt drogot, melyek közül az egyik legnépszerűbb szer a kokain. EU becslések szerint, 2019-ben már a 15-34 éves európai fiatalok több mint két százaléka fogyasztott kokaint.
Kémiai megnevezése: benzoil-ekgonin-metil-észter. Nátrium-bikarbonáttal együtt forralva a kokain crack-kokainná alakul át, ami elszívható.
A kokain erős tudatmódosító hatású szer, használatának több, a használók által is nemkívánatosnak tartott mellékhatása van. A kokain a stimulánsok közé tartozó pszichoaktív szerek csoportjába tartozik, ezért használata gyakran jár együtt szorongásos és depressziós rendellenességekkel, nem ritkák az indulatkitörések, az agresszív megnyilvánulások. Használójától függően, előfordulhat paranoid, üldöztetéses téveszmék kialakulása is.
A legnevezetesebb a „rovarhatás” (téveszmés parazitózis): a kokainista kábítószer-fogyasztók a szer hatása alatt úgy érzik, „mintha bogarak mászkálnának a bőrük alatt” (ezeket a szakirodalom „kokainbogaraknak” nevezi, bár természetesen nem valódi, létező rovarokról, hanem érzékcsalódásról van szó.) A kokain fogyasztója a kívülálló ember számára józannak látszik, nem dülöngél, nem bizonytalan, tekintete nem fátyolos, beszéde érthető.

## Története
A kokain történelme évezredekig nyúlik vissza. Dél-Amerikából származik, az ott élő indiánok alkalmazták először, felfedezve, hogy fokozza általánosságban a teljesítőképességet. Vallási és törzsi szertartások alkalmával fogyasztották a kokacserje leveleit.
Kr. e. 3000 körül a kokacserje levelének rágása egész Dél-Amerikában elterjedt volt éhséget csökkentő, energetizáló hatása miatt, s az istenek ajándékának tekintették.

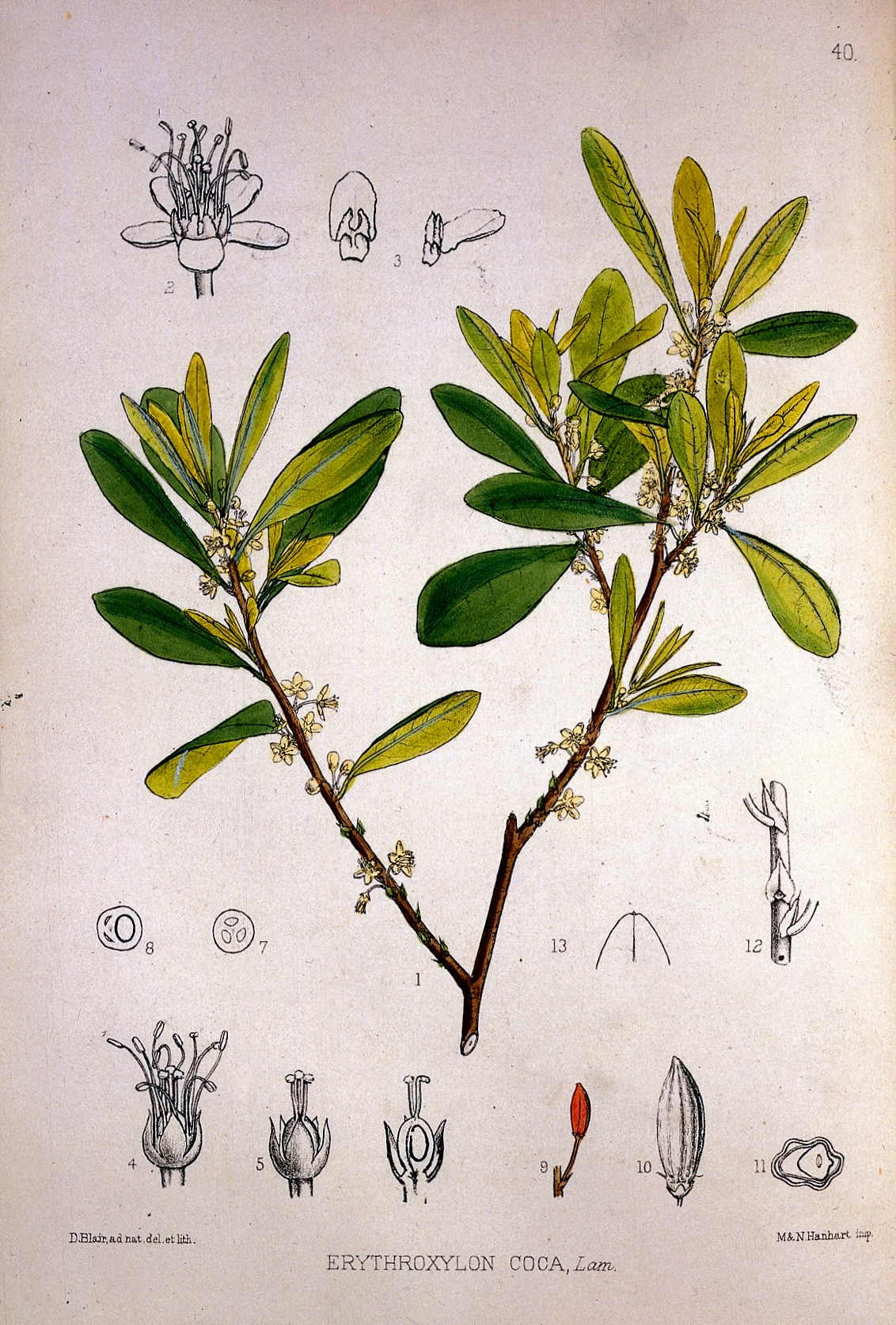
Kokacserje (Erythroxylon Coca)

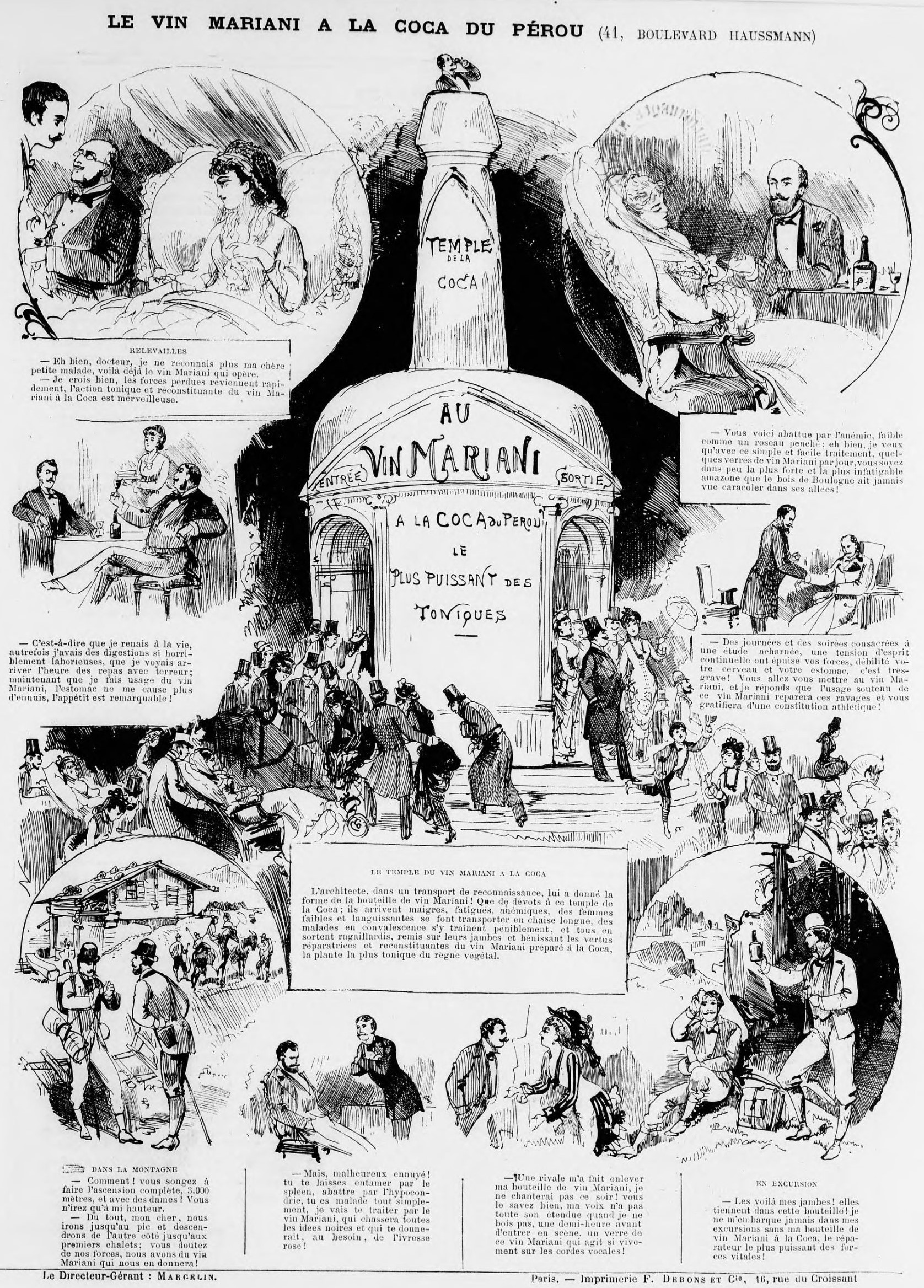
Kokainos bor reklámja 1877-ben

1400 körül Peruban az inkák kokaültetvényeket működtettek. 1505-ben az európaiak megismerték a növényt Amerigo Vespucci által. E század első felében az inka kokaültetvényeket spanyol földesurak vették birtokba. A spanyol törvények lehetővé tették, hogy a birtokosok kokalevéllel fizessék az adót. Ennek következtében Peruban jelentősen növekszik a kokatermesztés, aminek hatására a levelek ára csökkent, egyre többen engedhették meg maguknak a használatát. 1575-ben A spanyolok ezüstbányáiban dolgozókat bőségesen ellátták kokával, mivel úgy találták, hogy úgy sokkal hatékonyabban dolgoznak. A Peruban élő európaiak 8%-a volt érintett a kokaüzletben. 1662-ben Abraham Cowley Six Books of Plants könyvében publikálja A koka története (The Legend of Coca) című versét. Ez az első független említése a kokának az angol irodalomban.
1835-ben a kokát először ábrázolják pontosan rajz formájában az angol médiában (nyomtatott formában, a The Botanical Magazine című lapban). 1850-ben vízben áztatott kokából nyert kokaoldatot torokműtéteknél érzéstelenítőként használták. Kilenc évvel később először nyertek ki kokaint (por forma) a kokalevélből. 1870-ben piaci forgalomba hozták a Vin Mariani nevű kokain tartalmú bort Franciaországban és Amerikában. 1866-ban egy Harvey C. Parke nevű fémkereskedő, valamint Samuel P. Duffield nevű orvos és gyógyszerész vegyészeti társaságot alapított Detroitban. A Parke-Davis cég 1884-ig gyógyszerészeti minőségű kokaint gyártott, a koka folyékony változatát. 1876 és 1885 között angol versenyzők kokalevél rágással növelték teljesítményüket.
1884-ben Sigmund Freud cikket publikált, melyben javasolja a kokain használatát különféle betegségek, állapotok kezelésére, például morfin-függőség (egy barátja könnyen leszokott a morfinról kokainnal). Két év múlva John Stith Pemberton gyógyszerész jóvoltából létrejön a szirup, amelyet nem gyógyszerként, hanem üdítőitalként árul (Coca-Cola), mely akkoriban valódi kokaint is tartalmazott a koffein mellett.
1880-as évek végén Davis Parke finomított kokain-gyártásba kezdett.
1903-ban a The Coca-Cola Company kivonta a kokaint Coca-Cola nevű üdítőitalából. 1910-ben az első kokain okozta orrsövénysérülés írott dokumentációja az orvosi irodalomban. 1912-ben 5 000 kokainnal kapcsolatba hozott haláleset az Egyesült Államokban egy év alatt. 1914-ben a kokain tiltott szerré vált az Egyesült Államokban. 1930-ban Japán a vezető kokaingyártó (23,3%), őt követte az USA (21,3%), Németország (15%), Anglia (9,9%), Franciaország (8,3%).
Először 1976-ban, valószínűleg Kaliforniában szintetizálták a kokain szabad-bázisú formáját, utcai nevén crack, ami az 1980-as évek közepére vált népszerűvé a kábítószerfogyasztók körében. Az Index.hu hírportál egyik munkatársa szerint 2008-ban, a kokain Magyarországon státuszszimbólum volt és csak az elit használta. Funk Sándor, a Nyírő Gyula Kórház addiktológiai osztályának vezető főorvosa szerint: „A magyar elit köreiben nagyon terjed a kokain, együtt az alkohollal". Zacher Gábor toxikológus szerint Magyarországon a kokain a tőkeerős drogfogyasztók körében van jelen.
A kokacserje becsült termesztési területe és a feltételezett tiszta kokaszármazékok mennyisége(2000–2004.i):
|                                        | 2000 | 2001 | 2002   | 2003 | 2004 |
| -------------------------------------- | ---- | ---- | ------ | ---- | ---- |
| Megművelt terület (km²)                | 1875 | 2218 | 2007,5 | 1663 | 1662 |
| Kokaszármazékok becsült mennyisége (t) | 770  | 925  | 830    | 680  | 645  |

A 2017-ben előállított tiszta kokain mennyisége rekordmértékűre nőtt Kolumbiában, ezzel 772 tonnáról 921 tonnára növekedett.

## Hatásai

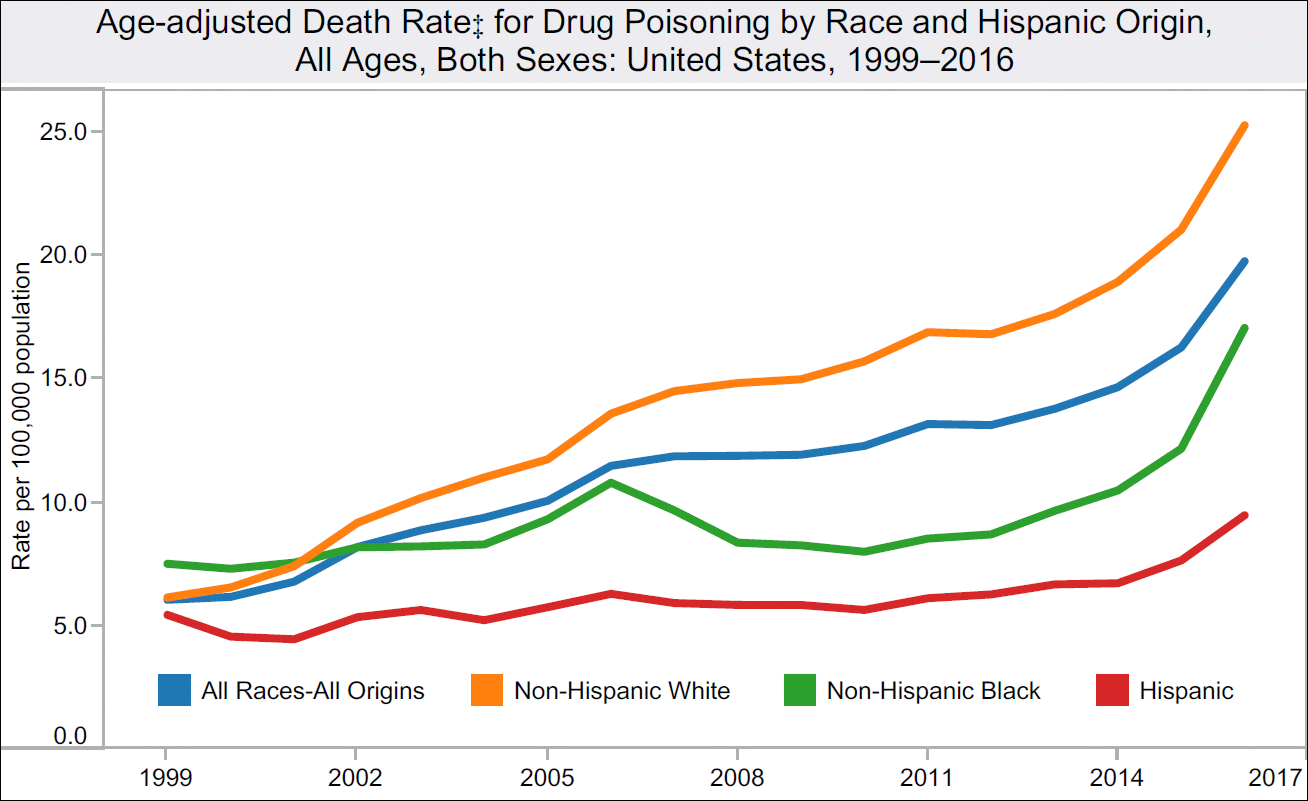
Kábítószer-túladagolásból fakadó halálozási arányszámok, etnikai hovatartozás szerint az Egyesült Államokban, 100 000 lakosra számítva

A kokain közvetlen hatását a véráramba kerülve az agyban fejti ki, központi idegrendszeri stimuláns, mely gyakran függőségekkel jár. Főképpen a dopamin és a szerotonin nevű Ingerületátvivő anyagokra hat. Mindkettő az idegsejtek kommunikációjáért felel. Előbbit alapesetben egy specializált protein, az úgynevezett dopamin-transzporter szállítja vissza a helyére, miután az elvégezte feladatát. A kokain pont ezt a visszavételt gátolja meg, így a dopamin egyre csak szaporodik a szinapszisban, ettől alakul ki az eufória. A szerotoninra gyakorolt hatása, és annak szerepe még nem teljesen tisztázott.
Hatását orrba szippantva 20-30 percen belül kifejti. Intravénásan a hatás azonnal jelentkezik. A beszedés után rendszerint farkasétvágy jelentkezik, ami több napon keresztül ismétlődően tarthat.
- Élettani hatásai kis és közepes mennyiség (20–99 mg) közvetlenül véráramba juttatás esetén:
  - függőség
  - az étvágy csökken
  - a pulzus és vérnyomás emelkedik
  - a vérerek szűkülnek
  - a testhőmérséklet emelkedik
  - a pupillák kitágulnak
  - az életkedv, tetterő növekszik
  - a légzésszám növekszik

Vannak, akik szerint a pszichikai és szociális feladatok egyszerűbbek lesznek; sok esetben a  a szer használata közben sokkal racionálisabban  közelíti meg és lényegesen könnyebben végzi el a feladatokat; mások szerint viszont a feladatok nehezebbé, elvégezhetetlenné válnak.
- Élettani hatásai nagy mennyiség (>100 mg) esetén:
  - minden hatás a kis és közepes mennyiségekből; az érzés olyan mintha jó hírt kapott volna; élénkít akár csak a koffein, valamint
  - sokkal intenzívebb élmény (dózisfüggő)
  - esetlegesen bizarr, kiszámíthatatlan viselkedés
  - paranoia
  - izomgörcsök
  - szédülés

Ritka esetben ez a mennyiség azonnali halált okoz!
- Kardiovaszkuláris hatásai:
  - szívritmus-zavarok (a szer elhagyása után a probléma rendeződik, mivel a károsító hatásai reverzibilisek, azaz visszafordíthatók, folyamatos használat mellett viszont a zavarok csak fokozódnak, gyakran halálhoz vezetnek)[28]
  - szívelégtelenség
  - szívrohamot okozhat.
- Légzőszervi hatásai:
  - mellkasi fájdalom
  - légzési nehézség
  - légzési elégtelenség
- Neurológiai hatásai:
  - fejfájás
  - migrén
  - rohamok
  - különböző mentális pszichózisok kialakulásának veszélye (például paranoia, szkizofrénia)
  - agyi érkatasztrófa
- Hosszútávú mentális hatásai:
  - irritáltság
  - idegesség
  - fáradékonyság
  - fáradtság
  - paranoia
  - hallucinációk (vizuális és auditoriális egyaránt, bár utóbbi gyakrabban jelentkezik)
  - „kokainbogarak” érzése
- Együttes hatások:
  - Alkohollal együtt fogyasztva kokaetilén keletkezik, ami mérgezőleg hat a szívre.[29]
  - A benzodiazepinek kedvezően hatnak a kokain okozta szívritmuszavarokra.

## Formái, használati módjai, hatása
Két formája létezik, a kokain-hidroklorid (kokain), valamint a szabad bázisú kokain (crack). Por formájában a kokaint a fogyasztói sokféle módon alkalmazzák, bedörzsölik a foghúsba, a hímvesszőbe, a hüvely nyálkahártyájába, az orron keresztül felszippantva, az orrszöveteken át kerül a véráramba. A vér által szállított alkaloid ezután közvetlenül a dopamin és a szerotonin nevű ingerületátvivő vegyületekre hat, amelyek fontos szerepet játszanak többek között a testhőmérséklet, hangulat, hányinger, szexualitás, alvás, étvágy szabályozásában.
Kokain
Por formában van jelen, a tiszta, finomított kokain hófehér, bár az utcán általában van valamilyen mellékszíne. Leginkább orrba szippantják, valamint a maradékot többnyire a fogínybe dörzsölik. Használható még cigarettában, avagy pipában elszívva, bár mivel hő hatására igen instabillá válik, a veszteség elérheti a 80%-ot, azaz igen gazdaságtalan módja a drága szer felhasználásának. Vízben oldva injekcióban is beadható, bőr alá, izomba vagy vénába. Utóbbi esetben igen intenzív élményt okoz, bár túladagolási veszélye intravénás használat esetén nagyobb, mint a heroinnak. Savas folyadékkal keverve lenyelve is hatásos. Gyorsan kialakul az erős fizikai és pszichés függőség. Egyetlen adag is függőséget okozhat. A kokain a legaddiktívabb drogok közé tartozik, a fogyasztója számára egyre több és több dózis szükséges a sóvárgott pszichikai impresszióhoz és élményhez ("flash").
Crack

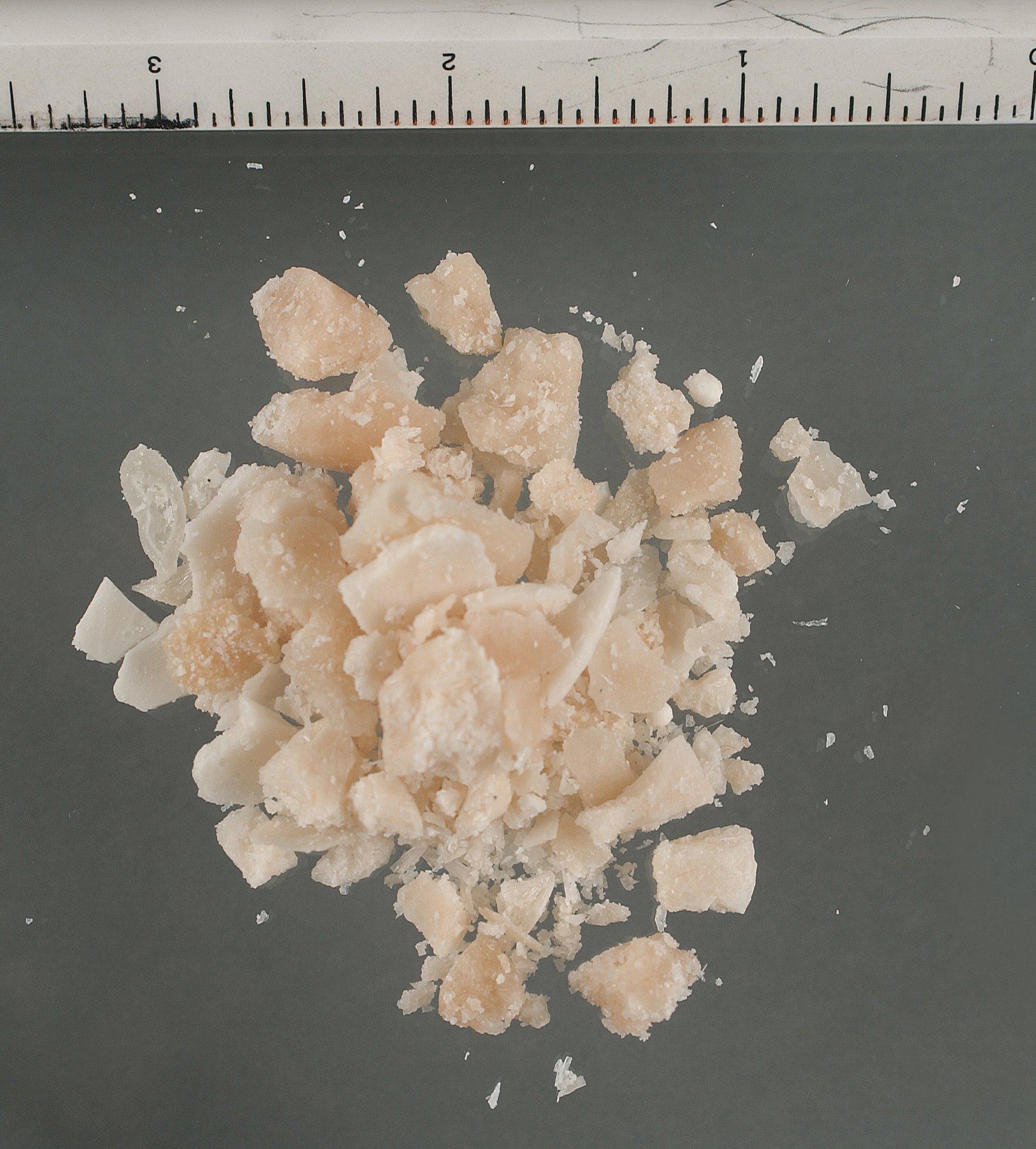
Crack „kavicsok”

Az 1976-ban szintetizált szer (ami gyakorlatilag a kokain szabad bázisú formája) – speciális pipában elszívva – sokkal nagyobb élményt okoz, mint a kokain maga (kivétel talán az intravénás adagolás). Kis kavicsok formájában árusítják, nevét a jellegzetes ropogásról, pattogásról kapta, égetés közben. Extrém módon károsítja a tüdőt és a felsőbb légzőszerveket. Igen gyors leépülést eredményez. Az általa kiváltott élmény nagyjából 30-45 perc alatt elmúlik, és a használó már az első alkalom után erős vágyat érez az ismétlésre. Pszichikai hatása a heroinéval vetekszik. Már egyetlen adag elég az első alkalommal, hogy függővé váljon a fogyasztója.